# Menhir (skała)

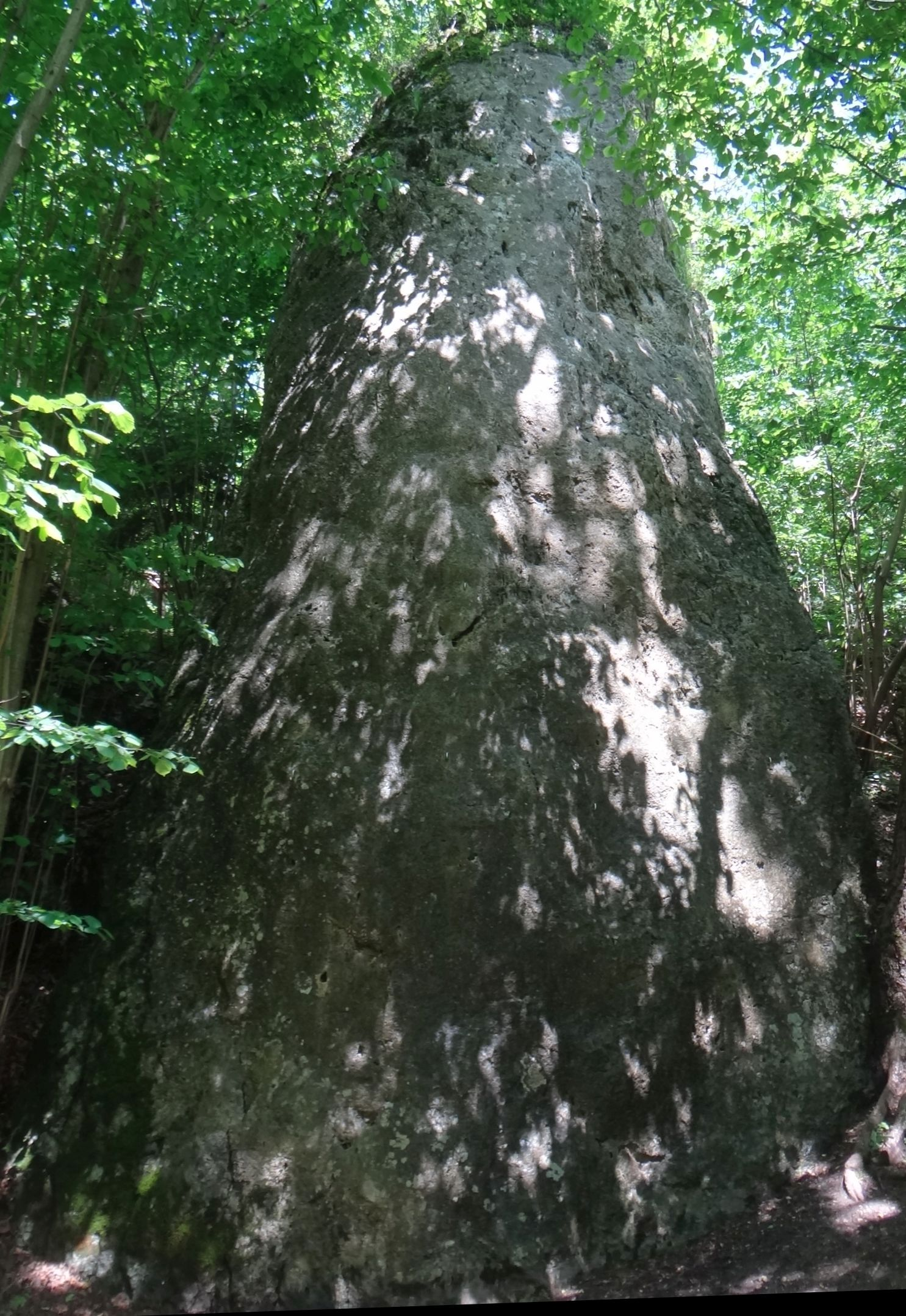

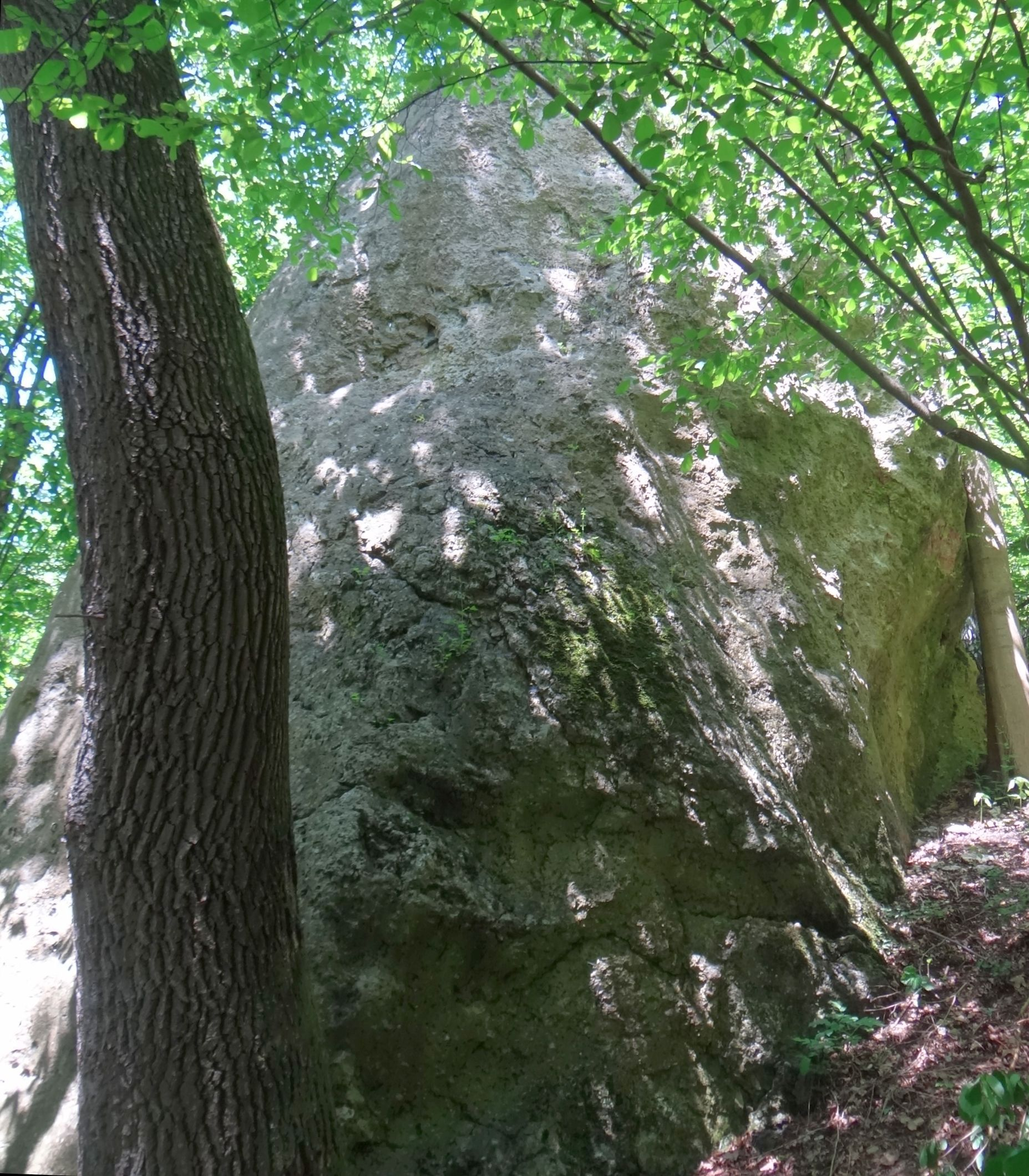

Menhir – skała w lewych zboczach Doliny Brzoskwinki, w miejscowości Brzoskwinia, w województwie małopolskim, w powiecie krakowskim, w gminie Zabierzów. Pod względem geograficznym znajduje się na Garbie Tenczyńskim (część Wyżyny Krakowsko-Częstochowskiej) w obrębie Tenczyńskiego Parku Krajobrazowego.
Menhir znajduje się w grupie Węzich Skał (pozostałe to Leszczynowa Skała, Drzewna Skała i Węzia Skała). Skały znajdują się w lesie na południowo-wschodnim końcu zabudowanego obszaru wsi Brzoskwinia, tuż przy korycie potoku Brzoskwinka. Przy skałach znajduje się dom i ujęcie wody. W ich pobliże dochodzi wąska droga asfaltowa. Menhir zbudowany jest z wapieni, ma wysokość 12 m, ściany połogie, pionowe lub przewieszone. Uprawiana jest na nim  wspinaczka skalna. Jest 10 dróg wspinaczkowych o trudności od V do VI.2+ w skali krakowskiej i długości od 6 do 10 m. Niemal wszystkie mają zamontowane stałe punkty asekuracyjne: ringi (r) i stanowiska zjazdowe (st) lub ringi zjazdowe (rz).

## Drogi wspinaczkowe
1. Film o końcu świata; 1r + rz, V+, 6 m
2. Do or diet; 2r + rz, VI.2, 6 m
3. Kromlech; 4r + st, V+, 10 m
4. Menhiry z cebulką; 3r + st, 10 m
5. 40 kroków wśród palm; 4r + st, 10 m
6. Przepompownia; 4r + st, VI.1, 10 m
7. Dębina; 4r + st, VI-, 10 m
8. Estetyczne odpadki; 4r + st, 10 m
9. Wnuczek do orzechów; 4r + st, 10 m
10. Zaplecze; VI, 8 m[3].